# 680 Genoveva
A 680 Genoveva egy a Naprendszer kisbolygói közül, amit August Kopff fedezett fel 1909. április 22-én.